# Матіас Джоджі
Матіас Джоджі (нім. Mathias Joggi; 22 січня 1986, Біль, Швейцарія) — швейцарський хокеїст, захисник, виступає з 2013 року за Біль (Національна ліга А).

## Кар'єра
Матіас вихованець ХК «Біль». У 2002 - 2004 роках виступав в елітному дивізіоні серед молодіжних команд за ХК «Біль». У сезоні 2003/04 років він дебютує в основному складі ХК «Біль» та виграє зі своїм клубом чемпіонат Національної ліги В, через два роки Джоджі разом з командою повторив цей успіх, але не змогли переграти в перехідних матчах «Фрібур-Готтерон» 2:4. Став одним з найкращих бомбардирів серії плей-оф сезону 2005/06 років, посівши третє місце услід за двома канадцями.
Впродовж трьох сезонів 2006 - 2009 років виступав за «Лангнау Тайгерс» в Національній лізі А. Його новий клуб всі три роки залишався за бортом плей-оф.
На Кубку Шпенглера в 2007 році виступав в складі чеського клубу ХК «Пардубице». В кінці сезону 2008/09 років, контракт з «Лангнау Тайгерс» закінчився і багато команд намагалися підписати з Матіасом договір. Зрештою Джоджі обрав ХК «Давос», з яким він уклав контракт до 2012 року. У квітні 2011 року він став чемпіоном Швейцарії в складі ХК «Давос».
У сезоні 2011/12 за відсутності захисників Матіаса задіяли в обороні, з того часу він змінює амплуа і грає як захисник. Брав участь в Кубку Шпенглера 2012 року у складі ХК «Давос».
Після сезону 2012/13 років, Джоджі вирішив переїхати до Північної Америки.

## Кар'єра (збірна)
Матіас залучався до юніорської збірної Швейцарії (чемпіонат світу серед юніорів 2004 року) та молодіжної збірної (чемпіонат світу 2006 року), де збірна Швейцарії посіла сьоме місце.
Також залучався до лав національної збірної, але до заявки на чемпіонат світу не увійшов.